# Flughafen Seychellen

i7
i11
i13
Der Seychelles International Airport (französisch Aéroport International de la Pointe Larue, IATA-Code: SEZ, ICAO-Code: FSIA) befindet sich auf der Hauptinsel Mahé nahe der Hauptstadt Victoria und ist der einzige internationale Flughafen des Staates im Indischen Ozean. 
Die Landebahn 31 verfügt über einen ILS-Anflug und die Landebahn 13 über einen VOR-Anflug. Der ILS-Anflug auf die Landebahn 31 erfüllt wegen der Hindernissituation nicht die ICAO-Vorgaben für einen Präzisionsanflug und wird daher als Nichtpräzisionanflug kategorisiert.
Der Flughafen ist das Drehkreuz für die nationale Fluggesellschaft Air Seychelles.

## Geschichte
Am 20. März 1972 eröffnete die britische Königin Elisabeth II. den internationalen Flughafen der Inselgruppe, der damals den Namen Mahé Airport trug. Die Eröffnung war eines der größten Ereignisse des Inselstaates. Der Flughafen wurde notwendig, da die wöchentliche Fährverbindung nach Mombasa über Madagaskar nicht mehr ausreichend war.
Im gleichen Jahr gründete John Faulkner Taylor die erste Fluggesellschaft der Seychellen, welche Air Mahé genannt wurde, und stationierte mehrere kleine Flugzeuge am neuen Flughafen nahe Victoria. Seit Juli 1980 wird der Flughafen kontinuierlich ausgebaut, da der Passagierverkehr und das Frachtaufkommen in den letzten Jahren stark zugenommen haben. Ein zusätzliches Terminal für den Inlandsverkehr nach Praslin und La Digue wurde neben einem Cargoterminal ebenfalls gebaut. Das Domestic-Terminal ist seit dem Ausbau zu Fuß für alle Transitpassagiere vom International-Terminal erreichbar.
Anfang Dezember 2023 wurde bei einer großen Explosion in einem Industriegebiet auf Mahé der Flughafen beschädigt.
Es ist eine Straßenbahnlinie in die Hauptstadt Victoria geplant.

## Ziele

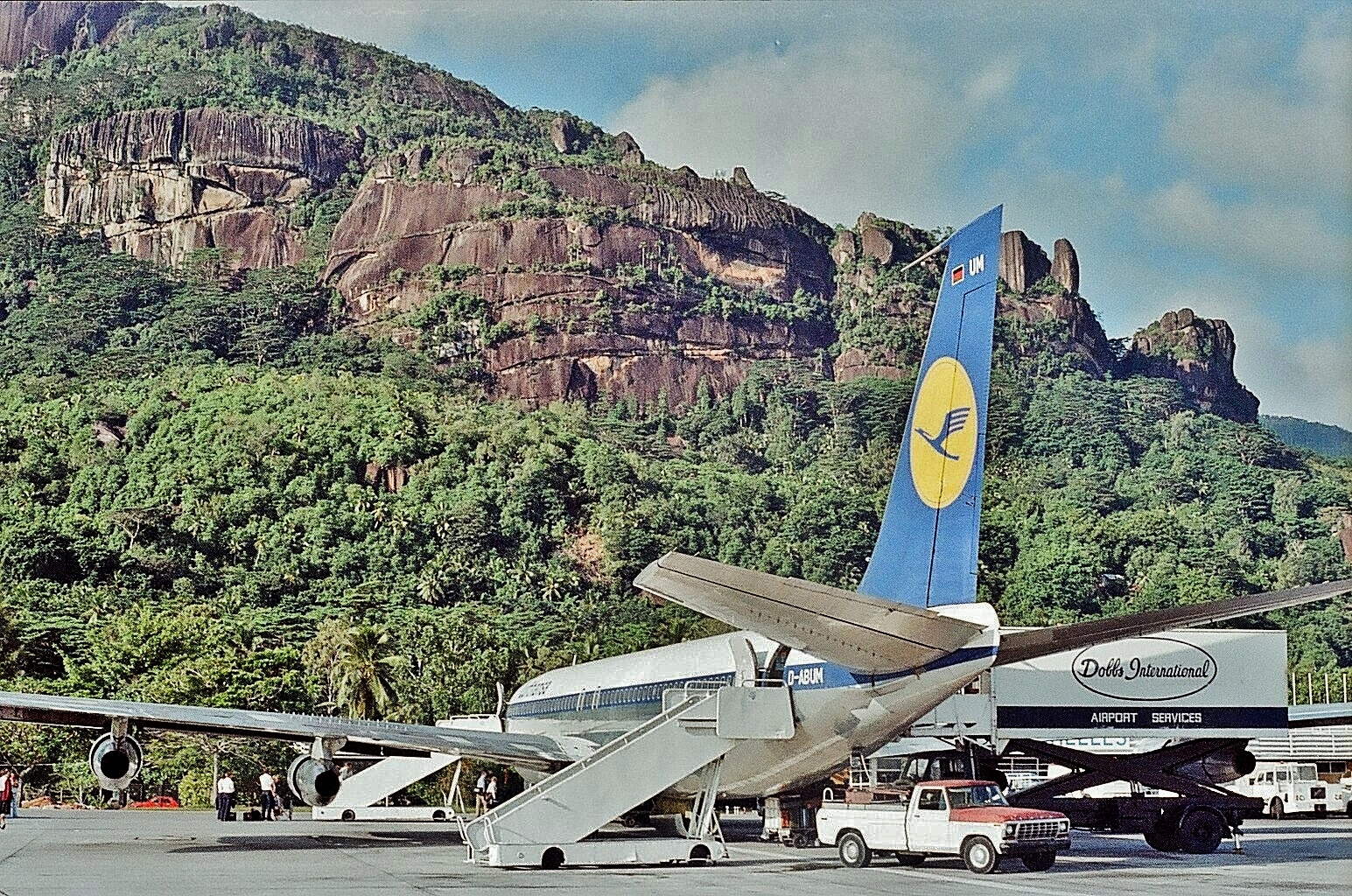
Boeing 707-330 D-ABUM der Lufthansa am Flughafen Mahé, 1981

Air Seychelles verbindet die Seychellen mit einigen internationalen Zielen in Afrika und Asien. Es bestehen Codeshare-Abkommen mit Air France, Interair South Africa und Condor. Zusätzlich startet nur Air Seychelles nach Praslin oder Bird Island und ist somit die einzige Fluggesellschaft für den Inlandsverkehr.
In den deutschsprachigen Bereich gibt es Verbindungen nach Frankfurt und Zürich.

## Statistiken
| Jahr | Passagiere | + / -    | Fracht International (in Tonnen) | + / -    | Flug- bewegungen (International) | + / -    |
| ---- | ---------- | -------- | -------------------------------- | -------- | -------------------------------- | -------- |
| 2003 | 572.512    | 0 %      | 5177                             | 0 %      | 3204                             | 0 %      |
| 2004 | 554.760    | −3,10 %  | 4515                             | −12,79 % | 3327                             | +3,84 %  |
| 2005 | 562.221    | +1,34 %  | 6165                             | +36,54 % | 3446                             | +3,58 %  |
| 2006 | 617.348    | +9,81 %  | 6883                             | +11,65 % | 3194                             | −7,31 %  |
| 2007 | 690.661    | +11,88 % | 8300                             | +20,59 % | 3532                             | +10,58 % |
| 2008 | 628.504    | −9,00 %  | 8880                             | +6,99 %  | 3832                             | +8,49 %  |
| 2009 | 554.408    | −11,79 % | 7829                             | −11,84 % | 3751                             | −2,11 %  |
| 2010 | 618.675    | +11,59 % | 9242                             | +18,05 % | 4480                             | +19,43 % |
| 2011 |            |          |                                  |          | 4470                             |          |
| 2012 |            |          |                                  |          | 4843                             |          |
| 2013 |            |          |                                  |          |                                  |          |
| 2014 |            |          |                                  |          | 4774                             |          |
| 2015 |            |          |                                  |          | 6741                             |          |